# أغورايوس كولونوس

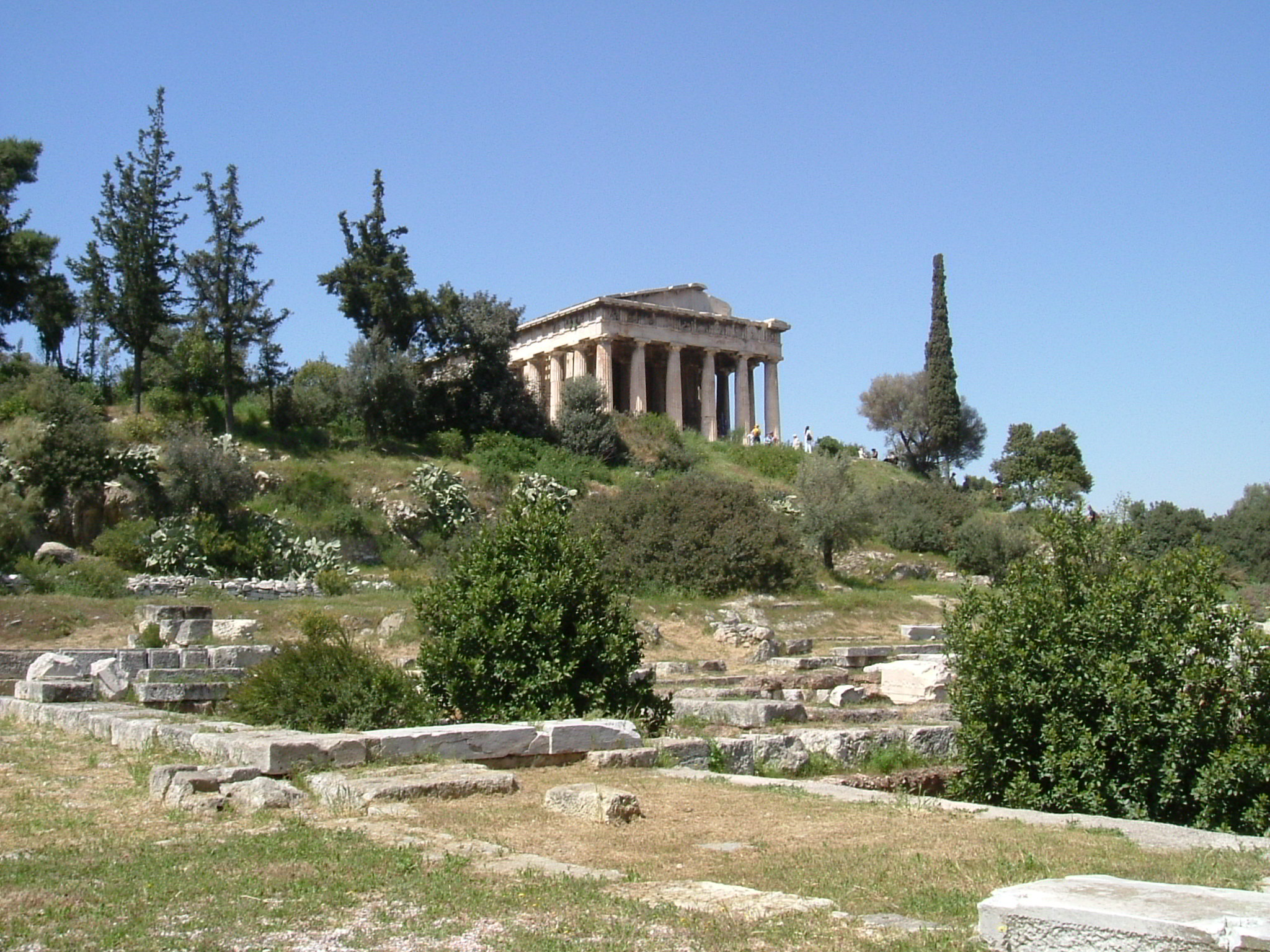

أغورايوس كولونوس (/kəˈloʊnɒs/، (بالإغريقية: Κολωνός Ἀγοραῖος)‏، (باليونانية: Αγοραίος Κολωνός)‏،وتعني "الهضبة القريبة من الأغورا")، موجودة تقريباً من جهة الشمال وتجاور الهضبة التي يقع عليها معبد هيفيستوس، وكانت هذه الهضبة المكان المُعتاد للقاء الحرفيين القُدامي من أثينا.